# Chandragupta Maurya
Sauf précision contraire, les dates de cet article sont sous-entendues « avant l'ère commune » (AEC), c'est-à-dire « avant Jésus-Christ ».
Chandragupta Maurya (en sanskrit चन्द्रगुप्तमौर्य, Chandraguptamaurya ; en grec ancien Σανδρόκυπτος, Sandrókuptos), né v.  340 av. J.-C. et mort v.  297 av. J.-C., est le fondateur et premier dirigeant de l'Empire maurya (vers 324 à 300 av. J.-C.).

## Origines
On ne connaît pas grand-chose des origines de Chandragupta Maurya qui pourrait avoir été de caste inférieure. Certaines sources prétendent qu'il aurait été élevé par des dresseurs de paons, d'autres en font l'enfant d'un prince Nandâ et d'une devadasi appelée Mura, ou encore un Kshatriya de la tribu des Maurya, que la légende bouddhique prétend issue d'une branche Shakya ayant quitté Kapilavastu après sa destruction par le roi de Kosala.

## Histoire
L'incursion d'Alexandre le Grand dans le Pendjab et le long de l'Indus fit prendre conscience à l'Inde de la nécessité de développer un État centralisé. Sous l'influence de son ministre Chânakya, l'auteur de l’Arthashâstra, et avec son assistance, Chandragupta Maurya renverse le dernier roi Nandâ du Magadha, le dernier représentant de la dynastie des Shaishunâga, s'installe dans sa capitale Pâtaliputra puis étend son pouvoir sur le nord du sous-continent indien.
Il reporte alors son attention sur le nord-ouest du sous-continent où il met en fuite ou enrégimente les garnisons macédoniennes restées au Panjâb après le retrait d'Alexandre (formées aussi de recrues mobilisées sur place, et dont les soldats grecs étaient souvent en couple avec des autochtones). Il continue ensuite sa conquête en s'emparant des territoires de la rive gauche (est) de l'Indus, où il évince Taxilès, avant de se tourner vers le sud et de soumettre une grande partie de l'Inde centrale.
En 305, Chandragupta retourne dans le nord-ouest de son territoire car Séleucos, le diadoque macédonien de Babylonie, menace sa frontière de l'Indus depuis 308. À l'issue de la Guerre contre Séleucos, Chandragupta arrête la progression des Macédoniens, conquiert la rive droite (ouest) du fleuve et repousse même sa frontière occidentale loin vers le nord-ouest, dans ce qui est aujourd'hui le Pakistan et l'Afghanistan. Les deux souverains arrivent vers 303 à un arrangement, dans lequel Séleucos échange ces territoires contre 500 des éléphants de guerre de Chandragupta. Une alliance est scellée par un mariage entre l'empereur Maurya et une des filles du diadoque. Séleucos envoie aussi son ambassadeur Mégasthène, qui réside un temps à la cour des Maurya à Pâtaliputra et fournit, au travers de son Indika, arrivé incomplet jusqu'à nous, un tableau de la vie de l'époque.
À la suite de cette alliance, la renommée de Chandragupta se répand dans le monde hellénistique, où son empire est reconnu comme une puissance importante. Les Ptolémées et le Diadoque de Syrie envoient des ambassadeurs à sa cour.

## Fin de vie et succession
À la fin de sa vie, en 298 av. J.-C., Chandragupta renonce au trône. Une tradition veut qu'il se soit rendu à Shravana-Belgola, au Karnataka, avec un gourou Jaïn et qu'il mit fin à ses jours en commettant le suicide rituel par le jeûne absolu.
Bindusâra, son fils, lui succède, héritant d'un empire qui comprend l'Hindou Koush, le Mâlvâ, le Mysore, le Bihar, le Bengale, l'Orissa, l'Assam, le Balouchistan et l'Afghanistan.

## Dans la culture populaire
Chandragupta figure dans le jeu vidéo Civilization VI (2016) comme leader de la civilisation indienne, au côté de Mohandas Karamchand Gandhi.